# Agrós (ort i Cypern, Eparchía Lemesoú, lat 34,92, long 33,02)
Agrós är en ort i Cypern.   Den ligger i distriktet Eparchía Lemesoú, i den centrala delen av landet, 40 km sydväst om huvudstaden Nicosia. Agrós ligger 1 043 meter över havet och antalet invånare är 874. Den ligger på ön Cypern.
Terrängen runt Agrós är huvudsakligen kuperad, men åt sydost är den bergig. Trakten runt Agrós är ganska glesbefolkad, med 23 invånare per kvadratkilometer. Närmaste större samhälle är Klirou, 18,5 km nordost om Agrós. 
Medelhavsklimat råder i trakten. Årsmedeltemperaturen i trakten är 19 °C. Den varmaste månaden är juli, då medeltemperaturen är 31 °C, och den kallaste är januari, med 8 °C. Genomsnittlig årsnederbörd är 510 millimeter. Den regnigaste månaden är december, med i genomsnitt 112 mm nederbörd, och den torraste är augusti, med 1 mm nederbörd.